# Slavutyč-Arena
La Slavutyč-Arena (in ucraino e in russo Славутич-Арена?) è uno stadio calcistico situato nella città di Zaporižžja, in Ucraina. Ospita le gare interne del Metalurh Zaporižžja e dalla stagione 2014-15 quelle dello Zorja Luhans'k, impossibilitato a giocare nel proprio stadio a causa della guerra dell'Ucraina orientale. Lo stadio è stato inaugurato nel 1938 con la denominazione di Stadio Centrale. Nel 2006 cambia denominazione in quella attuale.
Oltre alle gare del Metalurg, l'impianto ha ospitato nel 2010 il match di Supercoppa tra Tavrija e Šachtar, vinto per 7-1 da questi ultimi. Nel maggio del 2019 ha inoltre ospitato la finale di Coppa d'Ucraina tra Šachtar e Inhulec'.